# Cmentarz Uhříněveski
Cmentarz Uhříněveski (czes. Uhříněveský hřbitov) – cmentarz położony w stolicy Czech w dzielnicy Praga 22 (Uhříněves) przy ulicy Přátelství.

## Historia
Pierwsza nekropolia otaczała miejscowy kościół pw. Wszystkich Świętych (jeszcze w 1946 czytelne były ślady grobów ziemnych oraz pozostało kilka kamiennych nagrobków), następnie założono w 1822 cmentarz na terenie zajmowanym później przez cukrownię. Ba te cmentarze były przeznaczone dla tutejszych parafian, zmarli innych wyznań byli grzebani na odległych cmentarzach przeznaczonych dla wyznawców poszczególnych religii. W 1907 w związku z wyczerpaniem się miejsca pod nowe pochówki rada parafialna zwróciła się do władz w Wiedniu o przekazanie gruntu pod nowy cmentarz, nie osiągnięto wówczas porozumienia. W 1911 starosta Antonín Semanský podarował plac, który przeznaczono na nową nekropolię. W akcie darowizny zastrzegł, że ma być to miejsce pochówku dla wszystkich mieszkańców wsi, bez względu na wyznanie, wywołało to początkowo powszechne niezadowolenie. Taki stan zaakceptowały zarówno władze kościelne jak i państwowe, w związku z tym od dnia 30 września 1911 zaprzestano pogrzebów na starym cmentarzu. Z czasem część grobów ekshumowano ze starego na nowy cmentarz, obecnie w miejscu dawnej nekropolii znajduje się zieleniec i ogórd. 1 października 1911 miało miejsce uroczyste poświęcenie terenu, patronem cmentarza został św. Wacław. 
Do 2014 pochowano ok. 4200 osób, znajduje się tu 779 tradycyjnych grobów, 357 grobów urnowych, trzy kolumbaria zawierające po 12 niszy, w każdej mogą znajdować się trzy urny. Ponadto urządzono tzw. łąkę pamięci, gdzie można rozsypać prochy. Na terenie cmentarza znajduje się jedna kaplica grobowa należąca do rodziny Filipovych.     